# Vilaverd
Vilaverd (em catalão e oficialmente) ou Vilavert (em castelhano) é um município da Espanha na comarca de Conca de Barberà, província de Tarragona, comunidade autónoma da Catalunha. Tem 12,6 km² de área e em 2021 tinha 445 habitantes (densidade: 35,3 hab./km²).

## Demografia
| Variação demográfica do município entre 1991 e 2004 [carece de fontes?] | Variação demográfica do município entre 1991 e 2004 [carece de fontes?] | Variação demográfica do município entre 1991 e 2004 [carece de fontes?] | Variação demográfica do município entre 1991 e 2004 [carece de fontes?] |
| ----------------------------------------------------------------------- | ----------------------------------------------------------------------- | ----------------------------------------------------------------------- | ----------------------------------------------------------------------- |
| 1991                                                                    | 1996                                                                    | 2001                                                                    | 2004                                                                    |
| 366                                                                     | 361                                                                     | 378                                                                     | 416                                                                     |